# Sara Paxton
Sara Paxton (ur. 25 kwietnia 1988 w Los Angeles) – amerykańska aktorka i piosenkarka popowa. Od 2007 roku współpracuje z wytwórnią Epic Records.

## Życiorys
Urodziła się w 1988 roku w Kalifornii. Zajmuje się zarówno aktorstwem, jak i muzyką. Znana jest z roli w serialu Darcy: Życie na farmie oraz z filmów Piżama party i Akwamaryna. Jest jedynaczką i dorastała w San Fernando Valley. Gdy była mała, zaczęła występować w reklamach. Jej pierwszą rolą filmową był epizod w Kłamca, kłamca (1997). Później pojawiała się w różnych podrzędnych filmach telewizyjnych i gościnnie grała w serialach takich jak: Passions czy Lizzie McGuire. Większą rolę dostała w Piżama party (2004), a następnie główną w serialu młodzieżowym Darcy: Życie na farmie. Gdy serial Summerland został wycofany z telewizji, zaczęła pracę nad filmem Akwamaryna, gdzie zagrała tytułową syrenkę. Po dobrych recenzjach posypało się wiele propozycji filmowych. Ten występ był przełomowym w jej karierze. Sara zajmuje się też śpiewem. W 2004 r. nagrała piosenkę „Take A Walk” na ścieżkę dźwiękową do Darcy: Życie na farmie, a w 2006 „Connected” do Akwamaryny. W 2009 została wydana jej debiutancka płyta „The Ups and Downs”.

## Filmografia

### Filmy kinowe
- 2013: Eliksir miłości jako Mirabella
- 2011: Zajazd pod duchem (The Innkeepers) jako Claire
- 2011: Enter Nowhere jako Jody
- 2011: Noc rekinów 3D jako Sara
- 2009: Ostatni dom po lewej jako Mari Collingwood
- 2008: Superhero jako Jill Johnson
- 2007: Sydney i siedmiu nieudaczników jako Rachel Witchburn
- 2007: Urwany film (The Party Never Stops) jako Jessie Brenner
- 2006: Akwamaryna (Aquamarine) jako Akwamaryna
- 2004: Piżama party (Sleepover) jako Stacie Blake
- 2004: Mr. Ed
- 2003: Haunted Lighthouse jako Ashley
- 2002: Generation Gap
- 2001: Hounded jako Tracy Richburg
- 2001: The Ruby Princess Runs Away
- 2000: Geppetto
- 2000: Cudowne lato (Perfect Game) jako Sydney
- 1999: Action jako Georgia Dragon
- 1999: Durango Kids jako Hillar
- 1998: Melodie miłości (Music from Another Room) jako młoda Karen
- 1998: Tunnel Vision jako Shauna
- 1998: Żołnierz przyszłości (Soldier) jako Angie
- 1997: Kłamca, kłamca (Liar, Liar) jako dziecko na przyjęciu i w szkole
- 1997: You're Invited to Mary-Kate & Ashley's Christmas Party jako Patty
- 1996: Small Talk jako gość programu

### Seriale telewizyjne
- 2018: Good Girls jako Amber Dooley
- 2017: Rozbici jako Siostra Grace
- 2017: Twin Peaks jako Candy Shaker
- 2017: Tacy jesteśmy jako Kathryn
- 2016: Z premedytacją jako Alicia Barnes
- 2016: Heartbeat jako Lou Panttiere
- 2015: Code Black: Stan krytyczny jako Sophie
- 2015: Stalker jako Isabelle Martin
- 2014: Sposób na morderstwo jako Natalia Lewis
- 2013: Faceci z dzieciakami jako Stacee
- 2012: Niebieskooka zabójczyni jako Susan Wright
- 2009: Jonas w Los Angeles jako Fiona Sky
- 2009: TBL: The Beautiful Life jako Raina Collins
- 2008: Czarodzieje z Waverly Place jako Millie (sezon 1)
- 2006: Skater Boys jako Kayla Gordon (sezon 1, odcinek 1: Sundown)
- 2006: Pepper Dennis jako April May/Chrissy Tyler (sezon 1, odcinek 6: Celebrity Twin Could Hang: Film at Eleven)
- 2004: Darcy: Życie na farmie (Darcy's Wild Life) jako Darcy Fields
- 2004: Pięcioraczki (Quintuplets) jako Chelsea (sezon 1, odcinek 17: Date Night)
- 2004: Summerland jako Sarah Borden
- 2004: Para nie do pary (Will & Grace) jako Melanie (sezon 6, odcinek 21: I Never Cheered for My Father)
- 2004: Zwariowany świat Malcolma (Malcolm in the Middle) jako Angela (sezon 5, odcinek 14: Malcolm Dates a Family)
- 2003: CSI: Kryminalne zagadki Miami jako Lana Walker (sezon 2 odcinek 4: Death Grip)
- 2003-1999: SpongeBob Kanciastoporty (SpongeBob SquarePants)
- 2002: CSI: Kryminalne zagadki Las Vegas jako Jody Bradley (sezon 2, odcinek 15: Burden of Proof)
- 2001: Lizzie McGuire jako Holly (sezon 1, odcinek: Election)
- 1999: Passions jako Sheridan (sezon 1, odcinek 14)
- 1999: Biuro (Working) jako Amanda Baines (sezon 2, odcinek 13: The Prodigy)
- 1997: NewsRadio jako Sara (sezon 3, odcinek 19: Office Feud)